# گرگ (فیلم ۱۹۹۴)
گرگ (به انگلیسی: Wolf) فیلمی محصول سال ۱۹۹۴ به کارگردانی مایک نیکولز است. در این فیلم جک نیکلسون، میشل فایفر، جیمز اسپیدر، ریچارد جنکینز، کریستوفر پلامر بازی کردند.

## خلاصه داستان
ویل راندل (جک نیکلسون) در راه بازگشت به خانه توسط یک گرگ گاز گرفته می‌شود. او مدیر یک انتشارات است و هم‌زمان در چند روز بعد توسط رئیس جدید ریموند آلدن (کریستوفر پلامر) از شغل خود برکنار می‌شود و استوارت سوینتون (جیمز اسپیدر) جایگزین او می‌شود. کم‌کم ویژگی‌ها و خصوصیات ویل دچار تغییر می‌شود و بیشتر به یک گرگ شبیه می‌شود.
او هم‌زمان متوجه می‌شود که زنش به او خیانت کرده و با استوارت سوینتون رابطه دارد. او حالا سعی دارد تا با کمک لورا آلدن (میشل فایفر)، که دختر رئیس اوست، خود را با خصوصیات جدیدش وفق دهد؛ اما در خانهٔ لورا وقتی ماه کامل می‌شود، او به یک گرگ تبدیل می‌شود و وقتی صبح از خواب بلند می‌شود خود را با دستان و صورت خون‌آلود می‌بیند و بلافاصله محل را ترک می‌کند.
او سپس به ملاقات کسی می‌رود که تخصص او تحقیق دربارهٔ کسانی است که دچار حالت‌هایی مانند او شده‌اند و گرگینه هستند. او راهنمایی‌هایی به وی می‌کند و او به هتل بازمی‌گردد و شب دوباره وقتی ماه کامل شد به یک گرگ تبدیل شده و به باغ وحش می‌رود و در آنجا با چند دزد درگیر می‌شود. او صبح از خواب بیدار می‌شود درحالی که چیزی از شب گذشته به یاد ندارد.
او روز بعد موفق می‌شود کار خود را از آلدن پس بگیرد و این به لطف تهدید ترک مؤسسه توسط جمعی از نویسندگان بوده‌است. سپس او چند انگشت قطع‌شده در جیب خود پیدا می‌کند و وحشت‌زده می‌شود. او هنگامی که به هتل برمی‌گردد، با همسرش که حالا جدا از هم زندگی می‌کنند روبه‌رو می‌شود و ویل از همسرش می‌خواهد تا از او دوری کند، زیرا برای او خطرناک است.
او سپس به اتاق خود در طبقهٔ بالا می‌رود و با لورا آلدن مواجه می‌شود و شب را در کنار او می‌گذرانَد. روز بعد یک کارآگاه به اتاق او در هتل مراجعه می‌کند و از مرگ وحشتناک شارلوت (همسر ویل) به او خبر می‌دهد و از او سؤالاتی می‌کند. سپس لورا متوجه شواهدی می‌شود که او را مطمئن می‌کند قتل کار ویل بوده‌است؛ ازجمله کفش‌های گل‌آلود ویل و همین‌طور این نکته که دی‌ان‌ای جسد با دی‌ان‌ای یک سگ یا گرگ‌سان مخلوط شده‌است؛ بنابراین، ویل را به صورت داوطلبانه به اصطبل می‌بَرَد و زنجیر می‌کند. اما وقتی لورا به ادارهٔ پلیس مراجعه می‌کند، با استوارت مواجه می‌شود که چشمانش حالت عجیبی پیدا کرده و رفتارش شبیه یک گرگ شده‌است. استوارت قبلاً توسط ویل گاز گرفته شده بود. پس متوجه بی‌گناهی ویل می‌شود و تصمیم می‌گیرد تا او را از کشور خارج کند و به‌سرعت ادارهٔ پلیس را ترک می‌کند.
استوارت لورا را تعقیب می‌کند و به منزل پدر او می‌رود و دو نگهبان را می‌کُشد. استوارت سعی می‌کند تا به لورا حمله کند؛ اما با کامل شدن ماه، ویل گردنبند خود را که مانعش است پاره می‌کند و با استوارت درگیر می‌شود. در نهایت، استوارت سعی می‌کند ویل را بکُشد، اما لورا او را با اسلحهٔ یکی از نگهبانان می‌کُشد و ویل را که حالا کاملاً شبیه گرگ شده، نجات می‌دهد. سپس ویل به جنگل می‌گریزد. بعد از آن، پلیس به محل مراجعه می‌کند و از لورا سؤالاتی می‌کند، اما لورا می‌گوید وقتی صداها را شنیده، از ترس به محل مراجعه نکرده. در صحنهٔ پایانی، چشمان لورا شبیه گرگ شده‌است و او هم در حال تبدیل شدن به یک گرگینه است.

## بازیگران
- جک نیکلسون ....... ویل رندل
- میشل فایفر ....... لورا آلدن
- جیمز اسپیدر ....... استوارت سوینتون
- کیت نلیگان ....... شارلوت اسکایلر رندل
- کریستوفر پلامر..... ریموند آدلن
- ریچارد جنکینز ..... کارآگاه کارل بریجر
- آیلین اتکینز..... مری
- دیوید هاید پیرس ..... روی مک آلیستر
- اوم پوری..... دکتر ویجاو آلزیز
- ران ریفکین ..... دکتر رالف
- پرونلا اسکیلز ..... مود وگینز
- برایان مارکینسون..... بازرس وید
- ران ریفکین ..... کارآگاه کارل بریجر
- توماس اف دافی..... تام
- دیوید شویمر ..... پلیس
- مدهور جعفری ..... یکی از میهمانان